# 亞特蘭大鎮區 (明尼蘇達州貝克縣)
亞特蘭大鎮區（英語：Atlanta Township）是位於美國明尼蘇達州貝克縣的一個行政鎮區。

## 地方資料
亞特蘭大鎮區的面積為93.50平方千米，當中陸地面積為92.10平方千米，而水域面積為1.40平方千米。根據2020年美國人口普查的數據，當地共有人口115人，而人口密度為每平方千米1.23人。